# Lista rozbłysków gamma
W artykule przedstawiono chronologiczny wykaz rozbłysków gamma (GRB), będących przełomowym odkryciem tego typu w danej chwili (np. najbliższy/najdalszy rozbłysk, najbardziej energetyczny, pierwszy rozbłysk typu SGR, etc.)  Nazwy rozbłysków zawierają datę ich odkrycia: dwie pierwsze cyfry to rok, dwie kolejne – miesiąc, a dwie ostatnie oznaczają dzień.

## Lista
| GRB         | Pozycja                                  | Przesunięcie ku czerwieni | Wykryty przez | Uwagi |
| ----------- | ---------------------------------------- | ------------------------- | ------------- | --- |
| GRB 670702  |                                          |                           | Vela 4        | Pierwszy odkryty GRB |
| GRB 790305b |                                          |                           |               | Pierwszy zaobserwowany megarozbłysk SGR, specyficzny rodzaj krótkiego rozbłysku gamma. |
| GRB 830801  |                                          |                           |               | Najjaśniejszy zaobserwowany GRB |
| GRB 970228  |                                          | z = 0,695                 | BeppoSAX      | Pierwsza poświata optyczna oraz rentgenowska |
| GRB 970402  | RA 14h 50,1m Dec -69° 20′                |                           | BeppoSAX      | Wystąpił w źródle promieniowania rentgenowskiego w gwiazdozbiorze Cyrkla, o którym wcześniej nie było wiadomo. |
| GRB 970508  |                                          | z = 0,835                 | BeppoSAX      | Pierwszy rozbłysk, którego odległość udało się określić (przy pomocy przesunięcia ku czerwieni), pierwsza poświata w paśmie radiowym |
| GRB 971214  |                                          | z = 3,4                   | BATSE         | Pierwszy GRB o z > 1; najjaśniejszy z wczesnych GRB |
| GRB 980425  |                                          | z = 0,008                 | BATSE         | Najbliższy obecnie znany rozbłysk i pierwszy GRB, który został powiązany z supernową. |
| GRB 990123  | R.A. 15h 25m 29s Dekl. 44° 45′ 30″       | z = 1,6                   | BeppoSAX      | Pierwszy rozbłysk, który był obserwowany w świetle widzialnym i w widmie promieni gamma jednocześnie. Najjaśniejsza zaobserwowana poświata przed wystrzeleniem satelity Swift.                                                                              |
| GRB 991216  |                                          |                           | BATSE         | Pierwszy rozbłysk odkryty przez Chandra X-ray Observatory |
| GRB 030329  |                                          | z = 0,168                 | HETE-2        | Najbliższy względem Ziemi „klasyczny” długi GRB; jego poświata została przebadana najdokładniej w porównaniu do innych GRB. |
| GRB 050509B |                                          | z = 0,225                 | Swift         | Pierwszy krótki rozbłysk z zaobserwowaną poświatą i możliwą galaktyką. |
| GRB 050709  |                                          | z = 0,161                 | HETE-2        | Pierwszy krótki GRB z wykrytym odpowiednikiem optycznym. |
| GRB 050724  |                                          | z = 0,258                 | Swift         | Pierwszy krótki wybuch z wykrytym odpowiednikiem radiowym, optycznym i rentgenowskim, a także pierwszy jednoznaczne powiązany z galaktyką eliptyczną. |
| GRB 060218  |                                          | z = 0,0331                | Swift         | Pierwszy GRB z towarzyszącą supernową, która mogła być śledzona od razu po wystąpieniu rozbłysku. |
| GRB 060614  | R.A. 21h 23m 27,0s Dekl. -53° 02′ 02″    | z = 0,125                 | Swift         | Był to albo długotrwały wybuch, w którym wykluczona jest obecność jasnej supernowej, albo krótkotrwały wybuch z niezwykle długotrwałą emisją promieniowania gamma.                                                                                          |
| GRB 080319B |                                          | z = 0,937                 | Swift         | Najjaśniejsze (optycznie) zdarzenie dowolnej natury zaobserwowane we Wszechświecie do tej pory. Ponadto najjaśniejsza optyczna poświata spośród wszystkich rozbłysków gamma.                                                                                |
| GRB 080916C |                                          | z = 4,35                  | Fermi         | Ówcześnie był to najbardziej energetyczny GRB. |
| GRB 090423  | R.A. 09h 55m 33,08s Dekl. +18° 08′ 58,9″ | z = 8,2                   | Swift         | Posiadał on „tytuł” najbardziej odległego zaobserwowanego obiektu we Wszechświecie, którego dystans potwierdzono metodą spektroskopową. Do tej pory jest najodleglejszym znanym rozbłyskiem gamma i jednym z najdalszych znanych obiektów we Wszechświecie. |
| GRB 101225A | R.A. 00h 00m 47,51s Dekl. +44° 36′ 01,1″ | z = 0,33                  | Swift         | Czas trwania: 28 minut. Znany również jako „Świąteczny rozbłysk”. |
| GRB 130427A | R.A. 11h 32m 32,84s Dekl. +27° 41′ 56,2″ | z = 0,34                  | Swift         | Trwał kilka godzin. |
| GRB 160625B | R.A. 20h 34m 23.25s Dekl. +06° 55′ 10.5″ | z = 1.406                 | Fermi; LAT    | Ekstremalnie jasny rozbłysk ze spolaryzowanym światłem optycznym |
| GRB 170817A | R.A. 12h 47m Dekl. -39° 48′              | z = 0.009727              | Fermi         | Powstał w wyniku zderzenia z gwiazdą neutronową, wytwarzając falę grawitacyjną nazwaną GW170817. Obecnie jest to najbliższy znany GRB. |
| GRB 200826A |                                          | z=0.7486                  |               | Krótkotrwały rozbłysk (czas: 0,5 sekundy.) |
| GRB 211211A |                                          | z=0.0785                  | Swift, Fermi  | Pierwszy długotrwały GRB powstały w wyniku połączenia się dwóch gwiazd neutronowych |
| GRB 221009A | R.A. 19h 13m 03.48s Decl. 19° 46′ 24.6″  | z = 0.151                 | Swift         | Jeden z najbliższych GRB i był najbardziej energetycznym i najjaśniejszym GRB, jaki kiedykolwiek zarejestrowano (dotychczasowym rekordzistą był GRB 830801). Wyzwolił rekordową energię o wartości 18 TeV.                                                  |
| GRB 230307A |                                          |                           | Fermi         | Drugi po GRB 221009A pod względem wartości fluencji. |

## Ekstremalne GRB
| Tytuł                                                                            | GRB         | Dane                                          | Uwagi         |
| -------------------------------------------------------------------------------- | ----------- | --------------------------------------------- | ------------- |
| Najbliższy                                                                       | GRB 980425  | z = 0,0085                                    |               |
| Najbardziej odległy (przesunięcie ku czerwieni oszacowane metodą fotometryczną)  | GRB 090429B | z = 9,4                                       | [ 23 ]        |
| Najbardziej odległy (przesunięcie ku czerwieni oszacowane metodą spektroskopową) | GRB 090423  | z = 8,2                                       | [ 11 ]        |
| Najsłabszy (jasność)                                                             |             |                                               |               |
| Najjaśniejszy                                                                    | GRB 830801  |                                               |               |
| Największa energia                                                               | GRB 080916C | Eiso = 8,8 × 1047 dżuli                       |               |
| Najdłuższy                                                                       | GRB 111209A | Trwał co najmniej 7 godzin                    |               |
| Najkrótszy                                                                       | GRB 820405  | Czas trwania: 12 ms                           |               |
| Najbardziej odległy, który mógł być obserwowany gołym okiem                      | GRB 080319B | Obserwowana wielkość gwiazdowa: 5,7 z = 0,937 | [ 24 ] [ 25 ] |
| Najbliższy, który mógł być obserwowany gołym okiem                               |             |                                               |               |

## Przełomowe GRB
| Tytuł                                        | GRB         | Data                       | Dane                                | Uwagi |
| -------------------------------------------- | ----------- | -------------------------- | ----------------------------------- | --- |
| Pierwszy zaobserwowany GRB                   | GRB 670702  | 2 lipca 1967               |                                     | [ 24 ] |
| Pierwszy zidentyfikowany GRB                 | GRB 781104  | 4 listopada 1978           |                                     | Wenera 11, Wenera 12, Prognoz-7, ISEE-3, Pioneer Venus Orbiter, Vela                                                                    |
| Pierwszy odkryty długotrwały GRB             |             |                            |                                     | |
| Pierwszy odkryty krótkotrwały GRB            |             |                            |                                     | |
| Pierwszy odkryty GRB o „twardym spektrum”    |             |                            |                                     | |
| Pierwszy odkryty GRB o „miękkim spektrum”    |             |                            |                                     | |
| Pierwszy GRB, którego odległość ustalono     | GRB 970508  |                            | z = 0,835                           | [ 26 ] |
| Pierwszy GRB z odkrytą poświatą radiową      | GRB 970508  |                            |                                     | [ 26 ] |
| Pierwszy GRB z odkrytą poświatą optyczną     | GRB 970228  | 28 lutego 1997 02:58 UTC   |                                     | [ 26 ] |
| Pierwszy GRB z odkrytą poświatą rentgenowską | GRB 780506  |                            |                                     | [ 27 ] |
| Pierwszy GRB powiązany z supernową           | GRB 980425  | 25 kwietnia 1998 21:49 UTC | SN 1998bw                           | GRB 030329 dał definitywny dowód na istnienie relacji między supernowymi a rozbłyskami gamma; został on powiązany z hipernową SN 2003dh |
| Pierwszy GRB widoczny gołym okiem            | GRB 080319B | 19 marca 2008 06:12 UTC    | obserwowana wielkość gwiazdowa: 5,7 | Pierwszym GRB, który mógł być obserwowany przy pomocy amatorskiego sprzętu, był GRB 990123 o jasności 9 mag.                            |

## Najbardziej odległe GRB
| GRB                                                                    | Odległość | Uwagi |
| ---------------------------------------------------------------------- | --------- | --- |
| GRB 090429B                                                            | z = 9,4   | (Fotometryczne przesunięcie ku czerwieni) |
| GRB 090423                                                             | z = 8,2   | [ 29 ] |
| GRB 080913                                                             | z = 6,7   | [ 29 ] |
| GRB 060116                                                             | z = 6,6   | Wysoka wartość ekstynkcji w przypadku tego zdarzenia sprawia, iż fotometrycznie oszacowane przesunięcie ku czerwieni jest bardzo niedokładne. |
| GRB 140515A                                                            | z = 6,33  | [ 31 ] |
| GRB 050904                                                             | z = 6,295 | [ 32 ] |
| GRB o wartości z > 6 są wykorzystywane do badań okresu ery rejonizacji |           | |

| GRB         | Data                          | Odległość | Uwagi                                                                                    |
| ----------- | ----------------------------- | --------- | ---------------------------------------------------------------------------------------- |
| GRB 090429B | maj 2011 —                    | z = 9,4   | GRB był zaobserwowany w 2009, jednak do roku 2011 nie ogłoszono jego odległości.         |
| GRB 090423  | kwiecień 2009 — maj 2011      | z = 8,2   | Był to pierwszy GRB, który uzyskał tytuł najbardziej odległego obiektu we Wszechświecie. |
| GRB 080913  | wrzesień 2008 — kwiecień 2009 | z = 6,7   | [ 29 ] [ 33 ]                                                                            |
| GRB 050904  | wrzesień 2005 — wrzesień 2008 | z = 6,29  | [ 32 ] [ 33 ] [ 34 ]                                                                     |
| GRB 000131  | styczeń 2000 — wrzesień 2005  | z = 4,50  | [ 34 ] [ 35 ] [ 36 ]                                                                     |
| GRB 971214  | grudzień 1997 — styczeń 2000  | z = 3,42  | [ 26 ] [ 35 ] [ 36 ]                                                                     |
| GRB 970508  | maj 1997 — grudzień 1997      | z = 0,835 | Pierwszy GRB, którego odległość została ustalona                                         |